# Erwin
Erwin es un nombre de pila de varón. Su femenino es Erwina. Su origen es germánico. Es común hoy en día en Alemania y Suiza (entre otros lugares). También se encuentra como apellido.

## Etimología
Erwin tiene varios orígenes:
- una forma más reciente del antiguo germánico Hariwini y el antiguo alto alemán Herwin , que se compone de heri , «ejército», y wini , «amigo». Hervin es una forma nórdica de este nombre.
- una forma más reciente del antiguo alto alemán Eburwin , formada por ebur , «jabalí», y wini , «amigo». Eoforwine era una forma en inglés antiguo de este nombre, e Irwin es una forma en inglés más reciente de éste.
- formado como una combinación del germánico antiguo * aria- , «noble», y wini , «amigo».
- formado como una combinación del alto alemán antiguo ēra , «honor», y wini , «amigo».

Ervin es una forma eslava del sur del nombre. Ervins y Ervinas son las formas letona y lituana del nombre, respectivamente.
Irwin es una variante alemana de Erwin , que en otros países también se escribe Irvin .

## Variantes
- Eburwin
- Ervin
- Erwein
- Erwien
- Erwiena
- Erwina
- Erwine
- Erwinna
- Erwyn
- Hariwini
- Hervin
- Erwuyn

## En otros idiomas
| Albanés            | Ervin        |
| Alemán             | Erwin        |
| Árabe              | اروين        |
| Chino Simplificado | 欧文         |
| Croata             | Ervin        |
| Estonio            | Ervin        |
| Hebreo             | ארווין       |
| Holandés           | Erwin        |
| Húngaro            | Ervin        |
| Inglés             | Erwin, Irwin |
| Japonés            | アーウィン   |
| Letón              | Ervin        |
| Polaco             | Erwyn        |

## Santoral
San Erwin se celebra el 25 de abril y el 29 de mayo.